# (6058) Carlnielsen
(6058) Carlnielsen ist ein Asteroid des Hauptgürtels, der am 7. November 1978 von den US-amerikanischen Astronomen Eleanor Helin und Schelte John Bus am Palomar-Observatorium (IAU-Code 675) nordöstlich von San Diego in Kalifornien entdeckt wurde.
Der Asteroid wurde am 18. August 2016 nach dem dänischen Komponisten und Dirigenten Carl Nielsen (1865–1931) benannt, der vor allem durch seine Sinfonien bekannt wurde.